# Ljapiske
Il Ljapiske (in russo Ляписке?; in lingua sacha: Лээпискэ, Lėėpiskė) è un fiume della Russia siberiana orientale, affluente di destra della Lena. Scorre nel Kobjajskij ulus della Sacha (Jacuzia).

## Descrizione
Il fiume ha origine dalle pendici occidentali dei Kel'terskij (Кельтерский хребет) tra i monti di Verchojansk, scorre poi tra diverse creste montuose cambiando direzione fino a raggiungere la Lena a 1 057 km dalla sua foce. La lunghezza del Ljapiske è di 299 km, l'area del suo bacino è di 10 300 km².
I suoi maggiori affluenti (ambedue da sinistra) sono il Buruolach (lungo 106 km) e il Muosučan (91 km).